# Henrik Telschow
Henrik Telschow (Heinrich Tellschov), död omkring nyåret 1665 i Stockholm, var en tysk-svensk stenhuggarmästare.
Han var från 1642 gift med Anna Hofmansdotter. Enligt skråprotokollet kom Telschow till Sverige 1643 från Greifswald och anställdes som gesäll av Johan Wendelstamm i Stockholm. Av bevarade handlingar från 1646 vet man att han arbetade med en portal vid Målhammar i Södermanland och utförde stenarbeten på Heinrich Lemmius hus på Österlånggatan i Stockholm. Han vann burskap i Stockholm 1653 och var på 1660-talet knuten till stenhuggeriarbetet vid Katarina kyrka och periodvis verksam vid kungliga slottet. 